# Lietzen
Lietzen är en kommun och ort i östra Tyskland, belägen i Landkreis Märkisch-Oderland i förbundslandet Brandenburg, omkring 8 km sydväst om Seelow och 25 km nordväst om Frankfurt an der Oder. Kommunen  administreras som en del av kommunalförbundet Amt Seelow-Land.

## Kultur och sevärdheter
Orten är känd för Komturei Lietzen, ett gods grundat 1232 av Tempelherreorden och det bäst bevarade i sitt slag i Brandenburg. Godset övertogs i samband med ordens upplösning av Malteserorden och förblev i dennas ägo fram till sekulariseringen 1812. 1814 till 1944 befann sig godset i släkten von Hardenbergs ägo. Den siste godsägaren var Carl-Hans Graf von Hardenberg som fängslades i koncentrationslägret Sachsenhausen i samband med 20 juli-attentatet mot Hitler, och familjens ägor konfiskerades av Nazityskland. Godset drevs som kollektivjordbruk under DDR men återlämnades till familjen Hardenberg 1993 då nazisternas konfiskering upphävdes.